# Por Vida
Por Vida es el primer extended play (EP) de la cantante estadounidense Kali Uchis. Fue publicado originalmente el 4 de febrero de 2015, esto de manera gratuita en su página web. En la producción, están presentes Tyler, the Creator, Kaytranada, BadBadNotGood, Diplo, entre otros.
Recibiendo el apoyo por parte de la crítica por su sonido característico, denominado por Uchis como «lowrider soul», fue aclamada por la revista Vice como “la voz más emocionante que ha salido de Virginia desde Missy Elliott”.

## Concepto
Uchis expresa haber pasado un año experimentando tanto musicalmente como con su rango vocal, además de colaborar con Tyler, the Creator y Dam-Funk. Al hablar sobre sus canciones, aclaraba que fueron compuestas en diez minutos, optando por un desarrollo natural y menos analítico. Sobre su canción favorita en el EP, destaca a «Loner», expresando: “creo que todos han tenido un instante donde dices «no quiero estar con alguien, sólo quiero ser yo, todos apestan»”.
En un track-by-track con la revista británica Clash, especifica que el contenido lírico en «Lottery», «Know What I Want» y «Ridin' Round» es sobre los altibajos en la relación que tuvo con su exnovio. El material contiene una variedad de estilos musicales, en «Know What I Want» su producción fue descrita como un ska similar a las canciones iniciales de No Doubt. Por su parte, Uchis expresaba que la inspiración surgió luego de escuchar canciones del estilo lovers rock.

## Lista de canciones
Todas las letras escritas por Kali Uchis.
| N.º   | Título             | Productor(es)              | Duración |  |
| 1.    | «Sycamore Tree»    | Louie Lastic               | 1:52     |  |
| 2.    | «Call Me»          | Tyler, the Creator         | 3:13     |  |
| 3.    | «Melting»          | Alex Epton · Diplo         | 3:29     |  |
| 4.    | «Lottery»          | Alex Epton                 | 3:27     |  |
| 5.    | «Know What I Want» | Bunx Dadda                 | 4:11     |  |
| 6.    | «Rush»             | Kaytranada · BadBadNotGood | 3:51     |  |
| 7.    | «Ridin' Round»     | Bunx Dadda                 | 3:19     |  |
| 8.    | «Speed»            | Tyler, the Creator         | 4:15     |  |
| 9.    | «Loner»            | Caleb Stone                | 3:32     |  |
| 31:03 |                    |                            |          |  |

Notas
- «Lottery» contiene un sample de «Oh Honey» por Delegation.[2]